# سوفیا کوربان
سوفیا کوربان (رومانیایی: Sofia Corban؛ زادهٔ ۱ اوت ۱۹۵۶) قایقران روئینگ اهل رومانی بود.
وی در مسابقات کشوری و بین‌المللی در مجموع برندهٔ ۱ مدال طلا، ۳ مدال برنز شده‌است.